# Roberto Alesse
Roberto Alesse (Roma, 4 novembre 1964) è un dirigente pubblico italiano. 
Dal 13 gennaio 2023 è direttore dell'Agenzia delle dogane e dei monopoli, nominato dal Presidente della Repubblica Sergio Mattarella, su proposta del Consiglio dei Ministri deliberata nella seduta del 12 gennaio 2023. 

## Carriera accademica
Dopo le lauree in scienze politiche presso l'università degli Studi di Roma "La Sapienza" e in giurisprudenza presso l'università degli Studi di Camerino, si dedica ad attività di ricerca e di studio presso la cattedra di diritto costituzionale della facoltà di giurisprudenza dell'università Luiss Guido Carli e presso la cattedra di diritto costituzionale comparato della facoltà di scienze politiche presso l'università degli Studi di Roma "La Sapienza". 
A partire dal 2004 insegna diritto dell'Unione europea presso l'università telematica "Guglielmo Marconi" e, successivamente, diviene docente di diritto amministrativo nell'ambito dei corsi di master di secondo livello presso l'università degli Studi "La Sapienza" di Roma.
Docente presso la Scuola superiore della pubblica amministrazione locale, dal 2020 al 2022 insegna diritto amministrativo nel master in "scienza e management delle aziende e delle amministrazioni pubbliche" presso la Libera Università Maria Santissima Assunta - LUMSA Università.

## Carriera nella pubblica amministrazione
Durante la XIII Legislatura Alesse, dopo aver ricoperto il ruolo di funzionario amministrativo del ministero dei lavori pubblici e della Presidenza del Consiglio dei ministri, viene chiamato a dirigere l'ufficio legislativo del gruppo parlamentare di Alleanza Nazionale presso la Camera dei deputati.
Nel 2002 accede per concorso alla carriera dirigenziale. Successivamente assume l'incarico di consigliere giuridico del vicepresidente del Consiglio dei Ministri Gianfranco Fini. Il Consiglio dei Ministri, nel 2003, lo nomina dirigente generale, assegnandolo al dipartimento per gli affari giuridici e legislativi. Dal 2004 al 2006, il ministero degli affari esteri e della cooperazione internazionale gli affida il ruolo di consigliere giuridico alla Farnesina.
Nella XVI legislatura è consigliere per le questioni politico-istituzionali del presidente della Camera dei deputati.
Nell'agosto 2009 viene nominato dal Presidente della Repubblica componente della commissione di garanzia dell'attuazione della legge sullo sciopero nei servizi pubblici essenziali. Due anni dopo diverrà presidente della stessa commissione e la guiderà per i successivi cinque anni, anche in frangenti storici connotati da elevata conflittualità tra le parti sociali, promuovendo iniziative orientate al "raffreddamento" delle controversie collettive di lavoro.
Dopo essere stato per tre anni direttore degli affari generali e del personale presso il Ministero dell'ambiente e della tutela del territorio (2016-2019), rientra alla presidenza del Consiglio dei ministri come componente del NUVAP (Nucleo di valutazione e analisi per la programmazione), istituito presso il dipartimento per le politiche di coesione, e, nel 2022, è nominato capo di gabinetto del ministro per la protezione civile e le politiche del mare Nello Musumeci.
Il 13 gennaio 2023 è nominato direttore dell'Agenzia delle dogane e dei monopoli.

## Pubblicazioni
È autore di numerose pubblicazioni in materia di diritto costituzionale e diritto pubblico generale, tra cui:
- Le procedure di attuazione delle direttive comunitarie negli stati membri della CEE, in Partecipazione dell'Italia alle fasi formativa ed applicativa del diritto comunitario, Roma, 1991.
- In tema di riconoscimento costituzionale del diritto dei pubblici dipendenti alla pensione minima, in Giurisprudenza Costituzionale, 1992, p. 891 ss.
- Dalla obsolescenza di un fondo volontario e facoltativo al pieno riconoscimento del valore sociale del lavoro casalingo, in Giurisprudenza Costituzionale, 1993, p. 716 ss.
- La tutela assistenziale e il recupero sociale degli invalidi: un nuovo e puntuale intervento della Corte Costituzionale, in Giurisprudenza Costituzionale, 1993, p. 2924 ss.
- Note minime (e non propriamente tecniche, per una sentenza scontata) in tema di bilanciamento tra l'Art. 81 e 38 Cost., in Giurisprudenza Costituzionale, 1997, p. 2135 ss.
- I costituzionalisti e le riforme. Una discussione sul progetto della commissione bilaterale per le riforme costituzionali, a cura di Sergio Paolo Panunzio, Milano, 1998. ISBN 88-14-07389-9
- Voce "Comando" (Diritto pubblico), in Enciclopedia Giuridica, Vol VII, Istituto dell'Enciclopedia Italiana fondata da G.Treccani, 1999
- Il lento e inarrestabile declino della dirigenza dello Stato, in Giurisprudenza Costituzionale, 2000, p. 1931 ss.
- Il linguaggio normativo nella scienza della legislazione, in Comitato per la legislazione, L'Aquila, 2001, p. 11 ss.
- Voce "Comitato per la legislazione" (Diritto parlamentare) in Enciclopedia Giuridica, Vol VIII, Istituto della Enciclopedia Italiana fondata da G.Treccani, 2000
- La Corte Costituzionale benedice la disciplina sul conferimento degli incarichi dirigenziali e getta nello sconforto chi non si piega all'idea che la dirigenza dello stato debba essere asservita al potere politico per meglio assicurare l'efficienza della Pubblica Amministrazione, in Il Foro Amministrativo, C.D.S., 2002, p. 2314 ss.
- I costituzionalisti e le riforme. Riflessioni sui mutamenti costituzionali nel processo di integrazione europea, a cura di Sergio Paolo Panunzio, Milano, 2002.
- Prostituzione: legalizzazione dell'attività o condanna di ogni forma di speculazione?, in Quaderni Costituzionali, 2002, p. 801 ss.[7]
- Il fallimento istituzionale della figura dei Vice Ministri, in Quaderni costituzionali, 2003, 833 ss.
- La disciplina sul conferimento degli incarichi dirigenziali e la Costituzione violata, in Quaderni Costituzionali, 2003, p. 351 ss.
- Il ruolo della dirigenza nelle autorità amministrative indipendenti: un dilemma da risolvere, in Quaderni Costituzionali, 2004, p. 396 ss.
- Non è invocabile il principio di omnicomprensività del trattamento economico dei dirigenti dello Stato nel caso in cui questi ultimi, titolari di incarichi di funzione dirigenziale, rivendichino il diritto a percepire, nell'ambito della propria amministrazione, emolumenti aggiuntivi derivanti dalla loro appartenenza anche agli uffici di diretta collaborazione degli organi di vertice politico, in Il Foro Amministrativo, C.D.S., 2004, p. 1865 ss.
- L'imparzialità del Giudice Amministrativo nel pensiero di Sergio Paolo Panunzio, in Quaderni Costituzionali, 2006, p. 557 ss.
- Quando i DICO non trovano PACS, in Quaderni Costituzionali, 2007, p. 838 ss.
- La riorganizzazione dei Ministeri: il venir meno alla certezza del diritto, in Quaderni Costituzionali, 2007, p. 141-143
- A proposito dei presunti limiti costituzionali dell'attività consultiva del CSM, in Quaderni Costituzionali, 2009, p. 112 ss.
- La commissione di garanzia per l'attuazione della legge sullo sciopero e l'istituto della precettazione, in Quaderni Costituzionali, 2011, p. 671 ss.[8]
- Diritto di sciopero e diritto degli utenti: nuove prospettive per una più efficiente funzionalità dei servizi pubblici essenziali, in Diritti fondamentali e regole del conflitto collettivo. Esperienze e prospettive, Milano, 2015, p. 241 ss. ISBN 978-88-14-20618-4
- Il fallimento delle riforme della dirigenza dello Stato: imperizia tecnico-politica o volontà di indebolire le istituzioni?, in Reinventare l'amministrazione. Strutture, funzioni, persone, a cura di Luigi Tivelli, Roma, 2017, p. 93 ss.
- L'autorità di garanzia per gli scioperi nei servizi pubblici essenziali nel mandato 2009-2016, in Diritti costituzionali, conflitto collettivo, lavoro : scritti dedicati a Giovanni Pino, Torino, 2022, p. 131 ss. ISBN 978-88-92-14375-3

Tra le sue pubblicazioni si ricordano anche i seguenti saggi e monografie:
- R. Alesse, La dirigenza dello Stato tra politica e amministrazione, Torino, 2006, 163. ISBN 978-88-34-86633-7
- R. Alesse e D. Pirone, L'Italia degli scioperi. Viaggio nel mondo dei servizi tra anarchia e speranze di cambiamento, Roma, 2016, 139. ISBN 978-88-98-62028-9
- R. Alesse, Il declino del potere pubblico in Italia. Come salvare la classe dirigente nell'era della globalizzazione e delle pandemie, Soveria Mannelli, 2021, 196. ISBN 978-88-49-86887-6